# Маломихайловский сельский совет (Покровский район)
Маломихайловский сельский совет (укр. Маломихайлівська сільська рада) — входит в состав
Покровского района
Днепропетровской области
Украины.
Административный центр сельского совета находится в 
с. Маломихайловка.

## История
- 1921 — дата образования.

## Населённые пункты совета
- с. Маломихайловка
- с. Яблоновка

## Ликвидированные населённые пункты совета
- с. Межи